# Red Baron II
Red Baron II es un videojuego para PC desarrollado por Dynamix y distribuido por Sierra On-Line. Es una secuela del simulador de vuelo Red Baron, lanzado en 1990. Red Baron II fue lanzado en diciembre de 1997. Un parche fue lanzado en 1998 que añadió soporte para la aceleración 3D y renombró el juego a Red Baron 3D. Red Baron 3D también fue lanzado como un producto comercial.

## Jugabilidad
El juego cuenta con cuatro modos de juego: Fly Now, un modo de combate rápido; Misión simple, que incluye varias misiones y un generador de misiones; Modo campaña, que dispone de una campaña dinámica que replica el combate en el frente occidental de Europa desde 1916 hasta 1918; y juego en línea entre pares.
El juego cuenta con varios aviones de combate alemanes, británicos y franceses de la Primera Guerra Mundial, y cuenta con físicas de vuelo y mecánicas pseudorealistas como el fallo de armamentos, sistema antiaéreo, daño de motor y lesión de pilotos.

## Recepción
Red Baron II recibió reseñas por encima de la media. Next Generation lo llamó «una buena incorporación a la serie que, más allá de los pequeños inconvenientes técnicos, se establece a sí misma como una de las experiencias de vuelo más entretenidas en el mercado de hoy».
El juego fue nominado al premio al «mejor juego de simulación» en los CNET Gamecenter Awards en 1997, el cual fue entregado a Jane's Longbow 2.
En 2004, el equipo de Computer Gaming World nominó al mod «Full Canvas Jacket» del juego a su premio «simulación de vuelo del año» del 2003, el cual fue entregado a Flight Simulator 2004: A Century of Flight.

## Cupón
Algunas copias del juego incluyeron un cupón de 75 centavos de descuento para una pizza Red Baron de 12 pulgadas. En 2014, el usuario de YouTube Clint Basinger de Lazy Game Reviews encontró el cupón que venía con el juego y, luego de enterarse de que el cupón no tenía fecha de vencimiento, lo llevó a un Food Lion y se compró una pizza Red Baron.

## Red Baron 3D

### Recepción
Red Baron 3D recibió reseñas más favorables que Red Baron II. Next Generation dijo que «si alguna vez ansiaste con escalar a la cabina y luchar contra los caballeros del cielo, esta es tu oportunidad. Todo lo que necesitas es un casco de cuero, un par de gafas, y una bufanda de seda blanca».
La campaña de un jugador de Red Baron 3D recibió aclamación particular; los críticos felicitaron la representación realista del combate aéreo del juego, y las múltiples misiones que le encargaron completar a los jugadores. La IA del juego también fue señalada como desafiante e impredecible, lo que mantuvo a los jugadores alerta en el transcurso de la campaña.
El juego fue nominado a la «simulación del año» en los premios Best & Worst de GameSpot de 1998, que fue entregado a European Air War.